# Tooth (bergstopp i Antarktis, lat -77,52, long 168,98)
Tooth är en bergstopp i Antarktis. Den ligger i Östantarktis. Nya Zeeland gör anspråk på området. Toppen på Tooth är 1 479 meter över havet.
Terrängen runt Tooth är huvudsakligen bergig, men åt sydost är den kuperad. Trakten är obefolkad. Det finns inga samhällen i närheten. 